# Garybaldi
Garybaldi foi um grupo musical genovês dos anos 1970 de gênero rock e blues com elementos de rock progressivo. O líder do grupo, além de cantor e guitarrista, era Bambi Fossati. Os membros do Garybaldi deram vida a outras formações correlatas, tais quais, Gleemen, Acustico Mediterraneo e Bambibanda & melodie.

## História

### I Gleemen
A primeira encarnação do Garybaldi se chamava Gleemen (ou I Gleemen). Fundados em 1968 pelo guitarrista Bambi Fossati, eram constituídos também por Maurizio Cassinelli (bateria e voz), Lio Marchi (teclado) e Angelo Traverso (baixo). Tiveram um discreto sucesso com seu primeiro single, uma cover da música Lady Madonna dos Beatles no lado "A" e uma música original, Tutto risplende in te, no lado "B". Em seguida, deram vida a um intensa atividade concertística parelela ao lançamento do álbum homônimo em 1970.
Em 1971, i Gleemen mudaram de nome passando se intitularem I Garybaldi. No primeiro single sob a nova denominação, Marta Helmuth, se lê "desde hoje não nos chamamos mais I Gleemen, somos i Garybaldi."

### Garybaldi
Ao single Marta Helmuth/Corri corri corri seguiu a publicação do primeiro álbum do grupo Nuda, de clara inspiração hendrixiana mas com evidentes influxos progressivos, em particular, na música Moretto da Brescia). A capa foi realizada por Guido Crepax.
I Garybaldi foi um dos grupos de pico da primeira fase do progressivo italiano, na época dos festivais. Tocaram também como banda de abertura de concertos de grupos já conhecidos no exterior como Bee Gees, Santana, Uriah Heep e Van der Graaf Generator. A fama, porém, chegou também a outros países, sobretudo na Alemanha, Suiça e Japão.
Em 1973, Marchi e Traverso abandonaram a banda. Ao baixo entrou Sandro Serra. Com essa nova formação o grupo criou o segundo álbum, Astrolabio, de inspiração mais claramente progressiva, significativa nesse sentido já na estrutura do disco, com duas só músicas, Madre di cose perdute e Sette?. O disco, contudo, foi menos aceito do que o anterior e, pouco depois da publicação, o grupo se desfez.

### Projetos alternativos
Em 1974, Fossati voltou à cena musical com um novo grupo, Bambibanda e Melodie, do qual fazia parte também Cassinelli. Ao baixo havia Roberto Ricci e às percussões o indiano Ramasandiran Somusundaram. O grupo teve vida breve, mas criou um álbum homônimo.
Em seguida, Fossati se dedicou a aprofundar-se no estudo do violão, e com um novo grupo Acustico Mediterraneo experimentou o uso do instrumento acústico.

### Reunião
I Garybaldi voltaram em 1990 com o novo álbum Bambi Fossati & Garybaldi. Da formação faziam parte, além de Fossati e Cassinelli, Marco Mazza (guitarra) e Carlo Milan (baixo). Em 1993, acompanhado de dois ótimos músicos genoveses, Ricky Barbera, ao baixo, e Mario Giovanetti, à bateria, realizaram um disco ao vivo intitulado Bambi comes alive, que incluiu velhas músicas do Gleemen, covers de Hendrix e a fantástica Astrolabio 2. Após um longo período de silêncio e uma futura mudança de formação com Fabrizio Nuovibri, ao baixo, e Emanuele Strano, à bateria, em 2000, criaram o último trabalho, La ragione e il torto, um disco de blues-metal, assim definido no booklet, aos cuidados de Giordano Casiraghi, que se distancia do estilo progressivo bastante notável da fórmula progressiva anterior.

## Formação

### 1969/1972 (I Gleemen, Garybaldi)
- Bambi Fossati (guitarra, voz)
- Lio Marchi (teclado)
- Angelo Traverso (baixo)
- Maurizio Cassinelli (bateria)

### 1973 (Garybaldi)
- Bambi Fossati (guitarra, voz)
- Maurizio Cassinelli (bateria)
- Sandro Serra (baixo)

### 1974 (Bambibanda e melodie)
- Bambi Fossati (guitarra, voz)
- Roberto Ricci (baixo)
- Maurizio Cassinelli (bateria)
- Ramasandiran Somusundaram (percussão)

### 1990 (Garybaldi)
- Bambi Fossati (guitarra, voz)
- Maurizio Cassinelli (bateria)
- Marco Mazza (guitarra)
- Carlo Milan (baixo)

### 1993 (Garybaldi)
- Bambi Fossati (guitarra e voz)
- Mario Giovanetti (bateria)
- Riccardo Barbera (baixo e coro)
- Francesco Olivieri (de maio de 1991 a setembro de 1992)

## Discografia (álbum)

### Gleemen
- Gleemen (1970)

### Garybaldi
- Nuda (1972)
- Astrolabio (1973)
- Bambi Fossati & Garybaldi (1990)
- Bambi comes alive(1993)
- La ragione e il torto (2000)
- Note Perdute (2010)

### Bambibanda & melodie
- Bambibanda & melodie (1974)